# Вільям Квіст
Вільям Квіст (дан. William Kvist, нар. 24 лютого 1985, Ренде) — данський футболіст, що грав на позиції півзахисника.
Виступав, зокрема, за клуби «Копенгаген» та «Штутгарт», а також національну збірну Данії.
Шестиразовий чемпіон Данії. Дворазовий володар Кубка Данії. 

## Клубна кар'єра
Вихованець юнацьких команд футбольних клубів «Торсагер» (Ренде) та «Копенгаген».
У дорослому футболі дебютував 2004 року виступами за команду «Копенгагена», в якій провів сім сезонів, взявши участь у 264 матчах чемпіонату. Більшість часу, проведеного у складі «Копенгагена», був основним гравцем команди. За цей час чотири рази виборював титул чемпіона Данії.
2011 року півзахисника придбав німецький «Штутгарт», з яким Квіст уклав чотирічний контракт. Розпочинав у Німеччині як гравець основного складу, проте з часом почав випадати зі складу штутгартської команди і першу половину 2014 року провів в оренді в англійському «Фулгемі», де, утім, також мав обмежений ігровий час.
Влітку 2014 року отримав статус вільного агента і уклав однорічну угоду з клубом «Віган Атлетік» з другого за силою англійського дивізіону.
Влітку 2015 року повернувся на батьківщину, де також як вільний агент приєднався до свого рідного «Копенгагена», в якому знову став відігравати важливу роль у півзахисті і допомагати команді домінувати у внутрішньому чемпіонаті. Там, 2019 року, і завершив футбольну кар'єру.

## Виступи за збірні
2000 року дебютував у складі юнацької збірної Данії, взяв участь у 33 іграх на юнацькому рівні, відзначившись 4 забитими голами.
Протягом 2004–2006 років залучався до складу молодіжної збірної Данії. На молодіжному рівні зіграв у 10 офіційних матчах.
2007 року дебютував в офіційних матчах у складі національної збірної Данії. Наразі провів у формі головної команди країни 29 матчів.
У складі збірної був учасником чемпіонату світу 2010 року у ПАР, де взяв участь в одній грі групового етапу. За два роки поїхав на Євро-2012, на якому вже був гравцем основного складу данської збірної, взявши участь у всіх трьох її матчах.
Згодом регулярно викликався до лав національної команди і брав участь в її іграх, проте данці не могли пробитися до фінальних частин великих турнірів. Нарешті це їм вдалося за результатами відбору на ЧС-2018, по ходу якого Квіст виходив на поле у дев'яти з дванадцяти матчів своєї команди. Був включений до її заявки для участі у фінальній частині чемпіонату світу 2018, проте на турнірі був резервним гравцем.
Загалом протягом кар'єри у національній команді, яка тривала 12 років, провів у її формі 81 матч, забивши 2 голи.

## Титули і досягнення
- Чемпіон Данії (8):

«Копенгаген»:  2005–06, 2006–07, 2008–09, 2009–10, 2010–11, 2015-16, 2016-17, 2018-19
- Володар Кубка Данії (3):

«Копенгаген»: 2008-09, 2015-16, 2016-17